# Archontiker
Archontiker (zu altgriechisch ἄρχοντες ‚Herrscher, Fürsten‘) bezeichnet eine gnostische Gruppe im Palaestina des 4. Jahrhunderts. Hauptquelle der Überlieferung ist eine christliche Polemik gegen häretische Gruppen aus dem 4. Jahrhundert, das Panarion des Epiphanius von Salamis.
Die Darstellung beruht in diesem Fall zumindest zum Teil auf persönlichen Erfahrungen des Autors.
Epiphanius berichtet nämlich zunächst von einem Presbyter namens Peter (altgriechisch πέτρος Pétros), der ursprünglich im Eleutheropolis und in Jerusalem lebte und von Bischof Aëtios mit dem Bann belegt worden war. Danach verschwand er für einige Zeit, kehrte dann zurück und wurde nun von Epiphanius angeklagt und erneut mit dem Bannfluch belegt. Dieser Peter sei gewissermaßen der Erzhäresiarch gewesen, von dem ein gewisser Eutaktus sich die Häresie wie eine Ansteckung zugezogen habe. Nachdem Aëtios 359 als Arianer verurteilt worden war und Epiphanius sich nach 367 nicht mehr in Eleutheropolis aufhielt, kann der Kontakt zwischen Epiphanius und den Archontikern auf den Zeitraum zwischen 359 und 367 datiert werden.
Epiphanius sagt von den Archontikern, dass sie die Taufe verabscheuen. Es sei nämlich so, dass die Archonten, die gnostischen Planetenherrscher und deren Oberhaupt, der im 8. Himmel thronende Sabaoth, der mit dem Gott des Alten Testaments identifiziert wurde, der zur wahren Gottheit aufstrebenden Seele feindlich gesinnt seien. Nicht nur das, die Seele diene den Archonten gewissermaßen als Nahrung und kann diesem metaphysischen „Gefressenwerden“ nur durch gnostisches Wissen entgehen. Mit der Taufe ist die Seele aber dem Sabaoth unterworfen und kann nicht mehr aufsteigen.
Epiphanius zufolge seien mehrere apokryphe Schriften unter Archontikern in Umlauf gewesen bzw. von Archontikern verfasst worden. Er nennt als zentrale Werke eine „Große Harmonie“ und eine „Kleine Harmonie“, sowie weitere Schriften, die sich insbesondere auf die ebenfalls apokryphe Himmelfahrt des Jesaja stützten. Darin wird die Lehre von den Archonten, ihren Sphären und den ihnen untergebenen Engeln, als Ogdoade (Achtheit) oder als den Planeten entsprechend Hebdomade (Siebenheit). Nichts davon ist erhalten (jedenfalls nicht unter den genannten Titeln).
Was insgesamt die Bedeutung der Archontiker anbelangt, so scheint es eine relativ kleine Gruppe gewesen zu sein, die nur in Palaestina und vielleicht auch (so vermutet Epiphanius) in Syria verbreitet war und von deren Schriften nichts überliefert ist. Andererseits ist es einer der wenigen Fälle, in denen die antignostische Polemik eines christlichen Autors nicht nur auf Hörensagen und überlieferten Schriften, sondern auf persönlicher Erfahrung und Kontakt beruht.